# جیمز اوترام
جیمز اوترام (انگلیسی: Sir James Outram, 1st Baronet; ۲۹ ژانویهٔ ۱۸۰۳ – ۱۱ مارس ۱۸۶۳) فرد نظامی اهل پادشاهی متحد بریتانیای کبیر و ایرلند بود. او فرمانده انگلیسی جنگ خوشاب (بین بریتانیاو سپاه قاجار) بود. همچنین برندهٔ جوایزی همچون نشان حمام شده است.